# ISO 3166-2:KI
ISO 3166-2:KI是國際標準化組織所訂定的一組行政區代碼，為ISO 3166-2中關於基里巴斯行政區劃的子集，收錄該國的三個部分。
編碼方式分兩部份，前兩碼為基里巴斯在ISO 3166-1中的國家代碼「KI」，後一碼為一個字母，中間以連接號連接。

## 当前代码
| 代码 | 行政区名称   |
| ---- | ------------ |
| KI-G | 吉尔伯特群岛 |
| KI-L | 莱恩群岛     |
| KI-P | 菲尼克斯群岛 |